# Juliana Perdigão (cantora)
Juliana Perdigão (Minas Gerais) é uma cantora, compositora e instrumentista brasileira.
Possui 3 álbuns lançados: "Álbum Desconhecido", de 2011; "Ó", de de 2016; e "Folhuda", de 2019. Os três discos receberam muita atenção da crítica especializada, o que levou Perdigão a assinar com o Selo Circus. 
Foi reconhecida por sua excelência musical pela Rolling Stone Brasil.
Possui Graduação em Música pela Universidade Federal de Minas Gerais. Toca clarinete, flauta e clarone.
Possui parcerias musicais com Tom Zé, Tulipa Ruiz, Jards Macalé, Romulo Fróes, Ná Ozzetti e Ava Rocha.

## Discografia
| Álbum              | Lançamento            | Formato          | Gravadora                |
| ------------------ | --------------------- | ---------------- | ------------------------ |
| Álbum Desconhecido | 1 de Novembro de 2011 | CD, download     | Independente             |
| Ó                  | 8 de Julho de 2016    | CD, LP, download | YB Music, Natura Musical |
| Folhuda            | 25 de Janeiro de 2019 | CD, download     | Selo Circus              |